# Rebutia albopectinata
Rebutia albopectinata är en kaktusväxtart som beskrevs av Walter Rausch. Rebutia albopectinata ingår i släktet Rebutia och familjen kaktusväxter. Inga underarter finns listade i Catalogue of Life.

## Bildgalleri

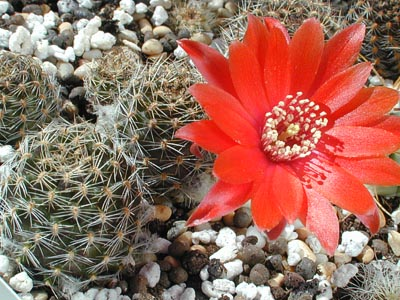
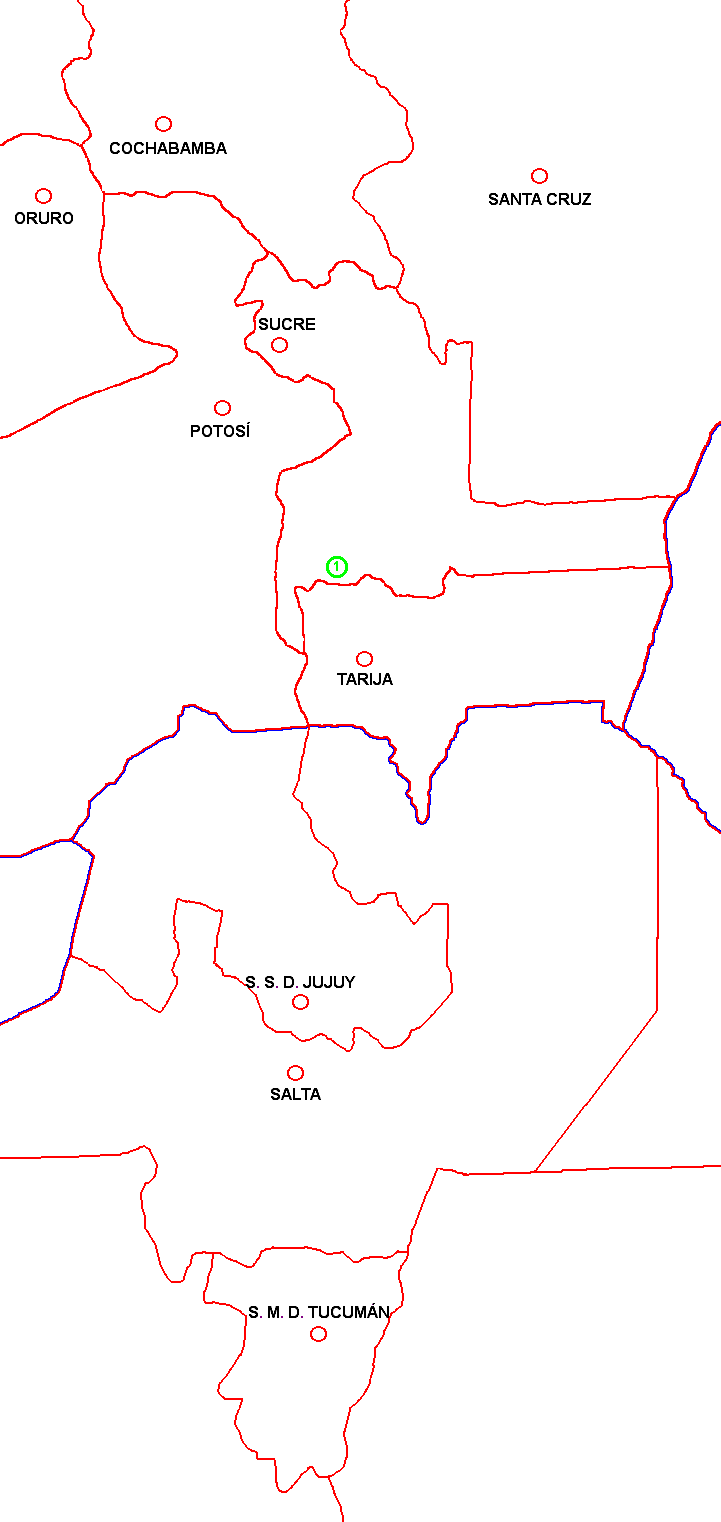
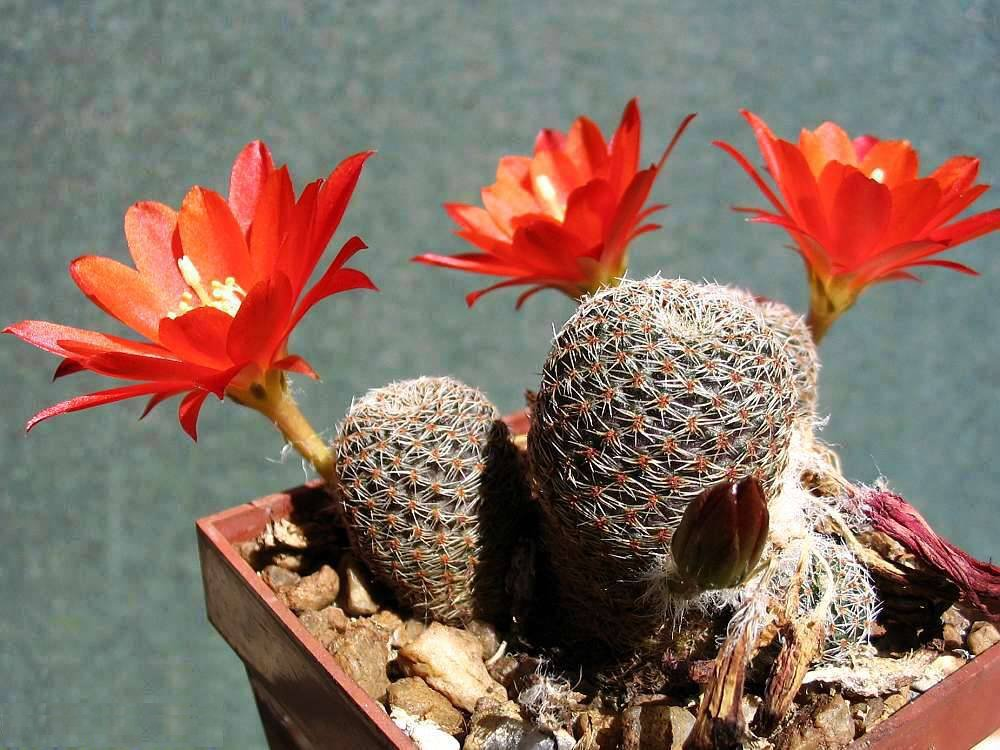
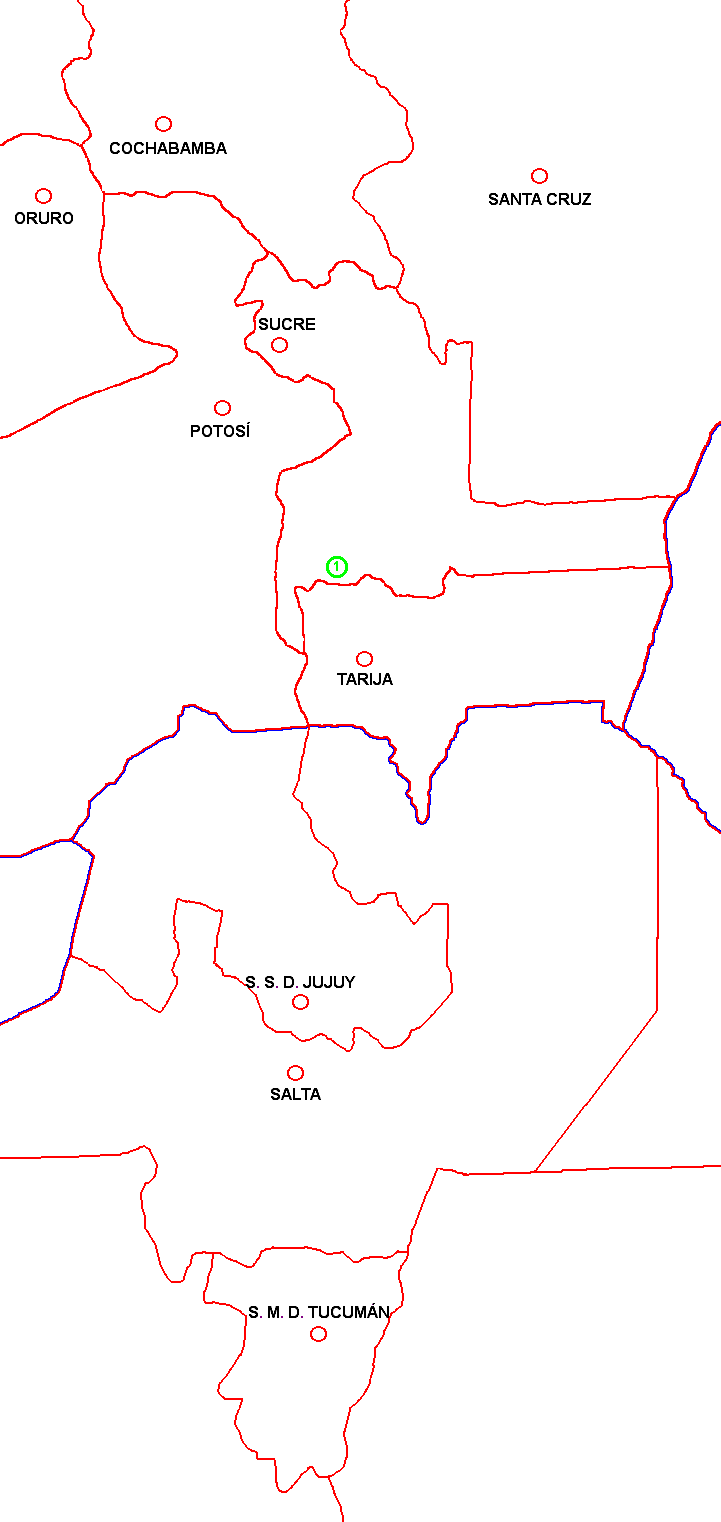
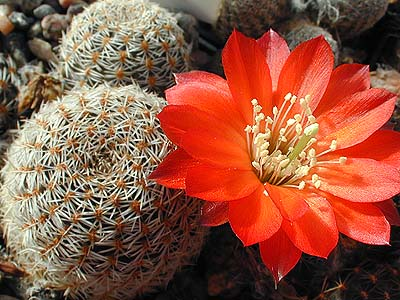